# モリツグミ
モリツグミ（学名Hylocichla mustelina）は、スズメ目ツグミ科に分類される鳥類の一種。

## 分布
新北区、新熱帯区に生息する。